# Ludwig Klages

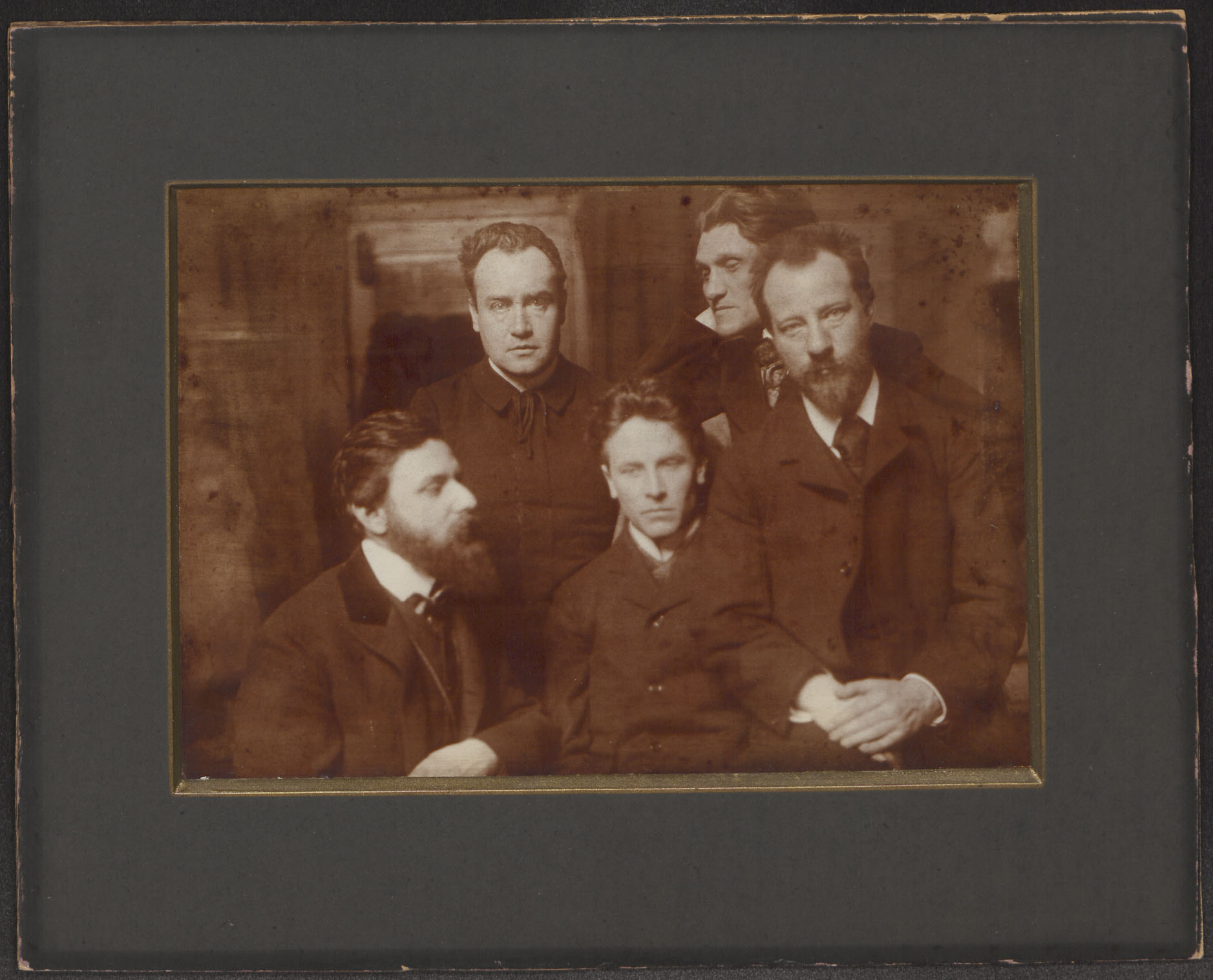
Karl Wolfskehl, Alfred Schuler, Ludwig Klages, Stefan George i Albert Verwey (1902)

Ludwig Klages (ur. 10 grudnia 1872 w Hanowerze, zm. 29 lipca 1956 w Kilchbergu) – niemiecki filozof i psycholog, zajmujący się pracami związanymi z grafologią i charakterologią. Rozwijał metafizyczny nurt filozofii życia. W opracowaniu Der Geist als Wiedersacher der Seele przeciwstawiał pojęcie ducha oraz życia. To pierwsze według niego wiąże się z intelektem oraz czynem, prowadzi do technicyzacji i niszczenia życia, które z kolei zawarte jest między biegunami duszy i ciała.